# Hideki Kamiya
Hideki Kamiya (神谷 英樹, Kamiya Hideki, nascut el 19 de desembre de 1970) és un dissenyador i director de videojocs japonès treballant per PlatinumGames. Kamiya va treballar també per Capcom i Clover Studio, per a posteriorment acabar fundant PlatinumGames el 2006 juntament amb altres antics treballadors de Capcom.
Com a dissenyador de videojocs, Kamiya afirma que la inspiració li ve de videojocs com The Legend of Zelda: A Link to the Past i Gradius. El seu videojoc d'acció favorit és el Castlevania original.

## Carrera

### Inicis
Kamiya va néixer el 1970 a Matsumoto la Prefectura de Nagano. De ben jove ja era aficionat als videojocs gràcies a un veí que sovint el convidava a jugar amb la seva consola Epoch Cassette Vision. Els videojocs li cridaven l'atenció principalment per els sons que produïen. Durant els seus primers anys a primària va obtenir la seva pròpia consola, la Famicom (la NES) de Nintendo. El primer joc que va comprar per aleshores va ser Nuts & Milk. Mentre llegia una entrevista de la Family Computer Magazine on apareixien els creadors Shigeru Miyamoto i Masanobu Endo, Kamiya va decidir fer-se desenvolupador de videojocs.
En l'institut Kamiya va comprar una NEC PC-8801 i així va poder estudiar programació, però sempre acabava jugant videojocs i no es concentrava. Els videojocs que considera com els millors de tots els temps són Gradius, The Legend of Zelda: A Link to the Past, Castlevania, Space Harrier, Cybernator, Punch-Out, Wonder Boy in Monster Land, Snatcher, Sorcerian, i Star Cruiser. Després de graduar-se a l'institut, Kamiya va sol·licitar feina com a desenvolupador en diversos llocs. Va ser rebutjat per Sega i Namco el va acabar acceptant. No obstant, Namco volia que fos un artista gràfic més que un dissenyador de videojocs.

### Resident Evil
Kamiya es va unir a Capcom com a dissenyador el 1994. Entre els seus primers jocs hi va haver el Resident Evil original.
El desenvolupament de Resident Evil 2 va ser dut a terme per un grup de 40 o 50 persones que més tard seria el Capcom Production Studio 4. El videojoc va ser dirigit per Kamiya, que liderava un equip que estava format per nous empleats de Capcom i per més de la meitat del personal de l'original Resident Evil. En les etapes inicials del desenvolupament el productor Shinji Mikami sovint va tenir desavinences creatives amb Kamiya, i va intentar influir l'equip pel seu compte. Finalment faria un pas enrere només treballant com a productor, i només va acabar exigint que se li mostrés el procés de creació un cop al mes.
Per a complir amb el pla de vendes de dos milions de còpies de Capcom, el director Kamiya va intentar atreure nous clients amb una presentació més ostentosa i  Hollywoodiana. Com que Yoshiki Okamoto no volia simplement imposar un nou tipus de direcció, ell va fer que Sugimura discutís amb Mikami i el personal els canvis al guió. Els planificadors van redissenyar el joc de dalt a baix fins a ajustar-se als canvis, i els programadors i altres membres de l'equip restants van ser enviats a treballar en el Resident Evil Director's Cut, que es va distribuir com una demostració jugable amb el Resident Evil 2 per tal de promoure la seqüela i demanar disculpes als jugadors pel seu endarreriment.

### Devil May Cry
Més tard va ser el director de Devil May Cry. Devil May Cry va originar-se com la primera encarnació de Resident Evil 4. Inicialment desenvolupat per a la PlayStation 2, el joc va ser dirigit per Hideki Kamiya després que el productor Shinji Mikami hagués demanat un nou títol en la sèrie Resident Evil. A les portes del final del mil·lenni, el guionista de la sèrie Noboru Sugimura va crear la base argumental del joc; basada en la idea de Kamiya de fer un joc d'acció molt divertit i estilitzat. La història es basava en desvelar el misteri que envoltava el cos del protagonista Tony, un home invencible amb habilitats i un intel·lecte superior als de la gent normal; les seves habilitats sobrehumanes s'explicaven amb la biotecnologia. Com que Kamiya no sentia que el protagonista semblava prou coratjós i heroic en combats amb un angle de càmera fix, va decidir deixar fora els fons prerenderitzats d'anteriors títols Resident Evil i en lloc d'això va optar per un sistema de càmera dinàmica. Aquesta nova direcció va requerir que l'equip hagués de viatjar a Europa on van passar onze dies a la Gran Bretanya i al Regne d'Espanya fotografiant estàtues gòtiques, maons, i paviments de pedra per a emprar en textures. Tot i que els desenvolupadors van intentar fer que la temàtica trencadora s'ajustés al món de Resident Evil, Mikami sentia que s'havia allunyat massa de les arrels de terror de supervivència de la sèrie i va anar convencent gradualment tots els membres del personal perquè tota la feina servís per a un joc independent. Kamiya al final va reescriure la història perquè se situés en un món ple de dimonis i va canviar el nom de l'heroi a "Dante". El repartiment de personatges va romandre a grans trets idèntic a l'escenari de Sugimura, tot i que les aparicions de la mare i el pare de l'heroi es van treure de la història. El nou títol del joc va ser revelat com Devil May Cry el novembre de 2000.
El joc seria desenvolupat per Team Little Devils, un grup de personal del Capcom Production Studio 4. Alguns dels principals elements del joc es van inspirar parcialment en un error brossa trobat a Onimusha: Warlords. Durant una prova del joc, Kamiya va descobrir que els enemics es podien mantenir enlairats tallant-los repetidament, cosa que va portar a la inclusió dels trucs de malabarista en Devil May Cry. Segons el director, Devil May Cry va ser dissenyat des de zero amb les acrobàcies i les capacitats de combat de Dante en ment. Es va prendre la decisió de fer el joc més centrat en missions amb el procés de desenvolupament molt avançat, en lloc de seguir l'estructura de món obert dels jocs Resident Evil. La dificultat de Devil May Cry era intencional, segons Kamiya. Ell ho va anomenar "el seu desafiament a aquells que jugaven jocs casuals i fàcils."
Malgrat l'èxit del Devil May Cry original, la seqüela no va ser creada per Hideki Kamiya o Team Little Devils. Les primeres notícies que va rebre l'equip de Kamiya sobre una continuació van aparèixer durant la localització de Devil May Cry a Amèrica del Nord i Europa, un moviment que va sorprendre molt a Kamiya. El projecte va acabar sent lliurat al Capcom Dev Studio 2. Des de la publicació del videojoc Kamiya va expressar la seva decepció per no haver estat trucat per els seus superiors de Capcom per a dirigir Devil May Cry 2.
Tot i que Kamiya no va dirigir el tercer joc, Devil May Cry 3: Dante's Awakening, ell sí que va aconsellar el guionista Bingo Morihashi sobre la caracterització de personatge i el seu disseny. També li va donar a Morihashi la llibertat per a canviar l'origen de Vergil.
Kamiya va afirmar a Twitter que hauria estat interessat en fer el remake de Devil May Cry tot i no ser ja empleat de Capcom.

### Clover Studio
Va dirigir el Viewtiful Joe original. El joc era concebut com un "projecte del personal" destinat a incrementar la traça dels seus creadors, específicament del director Kamiya. Kamiya proveeix la veu per a Six Machine en el joc.
El 2006 Kamiya va treballar de director a Ōkami. Ōkami va acabar sent el resultat d'un conjunt d'idees que hi havia rondant al Clover Studio. El joc havia de ser res que tingués "molta natura", però no tenia un tema central definit segons Kamiya. Kamiya finalment va crear un vídeo de demostració d'un minut que mostrava un llop corrent per un bosc, amb flors que florien al seu pas; el joc tot i així encara no tenia un model de joc definit. Kamiya i altres membres de l'equip van introduir idees sobre com seria l'entorn natural i això va acabar conduint al prototip inicial del joc, el qual era "increïblement avorrit de jugar" segons el propi Kamiya. Finalment es van decidir per l'estructura de joc que es va acabar veient en el producte final, amb la característica bàsica que permetia al jugador pausar el joc en qualsevol moment per a dibuixar el paisatge que afectava el món que l'envoltava.
L'estil de joc era una combinació dels gèneres de jocs de trencaclosques, acció, i plataformes, i molts crítics van fer notar que tenia nombroses similituds a l'estil de joc de la saga The Legend of Zelda; una inspiració que el director Hideki Kamiya, un fanàtic dels Zelda, va admitir.
El Clover Studio va ser dissolt per Capcom a finals del 2006.

### PlatinumGames
PlatinumGames va ser fundat sota el nom Seeds, Inc. l'1 d'agost de 2006 per Shinji Mikami, Atsushi Inaba, i Hideki Kamiya.
El maig de 2008 la companyia, ja dita PlatinumGames, va anunciar un projecte de quatre jocs fets en col·laboració amb Sega. Un dels jocs inclòs al tracte de col·laboració era Bayonetta, un videojoc d'acció per a la PlayStation 3 i la Xbox 360 dirigit per Kamiya. El joc va ser considerat el successor espiritual de Devil May Cry, amb Kamiya havent usat la darrera seqüela Devil May Cry 4 en el procés de recerca. Anunciat per primera vegada a l'E3 de 2012, Kamiya va dirigir The Wonderful 101 per a la Wii U, que va ser publicat el setembre de 2013. També va escriure el guió de Bayonetta 2, publicat a la Wii U l'octubre de 2014.
Kamiya va afirmar que estava interessat en fer un nou joc Star Fox, i perquè molts usuaris li ho demanaven sense aturador al Twitter és que va enviar idees a Nintendo sense cap èxit aparent. Finalment PlatinumGames acabaria treballant amb Nintendo en el següent títol de la saga Star Fox, titulat Star Fox Zero, i en el seu joc d'acompanyament Star Fox Guard; tots dos publicats l'abril de 2016. Kamiya va estar treballant en Scalebound, un nou videojoc per a Microsoft Studios fins a la seva cancel·lació el gener de 2017.

## Vida personal
Eixos que han conegut a Kamiya el descriuen com algú de maneres molt depurades, però Kamiya també s'ha guanyat una contrastada però humorística reputació a Twitter per semblar massa excessiu en bloquejar els usuaris amb missatges poc elaborats o pensats, tals com usuaris que fan preguntes en anglès. Kamiya va declarar que havia creat una sèrie de regles perquè els usuaris de Twitter revisessin les seves publicacions anteriors i que les havia inclòs al seu perfil de Twitter, de manera que no perdria temps tornant a respondre les mateixes preguntes o sol·licituds tot el temps, i també va afirmar que "Si no fas els deures, estàs bandejat!". Ser bloquejat per Kamiya ha romàs una broma recurrent entre els fans, fins al punt que ser bloquejat o desbloquejat per ell era un dels premis del Kickstarter de The Wonderful 101: Remastered.

## Obres
| Any          | Joc                                                    | Paper                    |
| ------------ | ------------------------------------------------------ | ------------------------ |
| 1996         | Resident Evil                                          | Planificador del sistema |
| 1996         | Arthur to Astaroth no Nazomakaimura: Incredible Toons  | Planificador             |
| 1998         | Resident Evil 2                                        | Director                 |
| 2001         | Devil May Cry                                          | Director, història       |
| 2002         | Resident Evil Zero                                     | Disseny original del joc |
| 2003         | Viewtiful Joe                                          | Director                 |
| 2004         | Phoenix Wright: Ace Attorney − Trials and Tribulations | Veu japonesa de Godot    |
| 2004         | Viewtiful Joe 2                                        | Història                 |
| 2005         | Viewtiful Joe: Double Trouble!                         | Història                 |
| 2006         | Ōkami                                                  | Director, història       |
| 2009         | Bayonetta                                              | Director, història       |
| 2013         | The Wonderful 101                                      | Director, història       |
| 2014         | Bayonetta 2                                            | Història, supervisor     |
| 2019         | Astral Chain                                           | Supervisor               |
| Per publicar | Project G.G.                                           | Director                 |
| Per publicar | Bayonetta 3                                            | Per publicar             |
| Cancel·lat   | Scalebound                                             | Director, història       |